# Бад Олдесло
Бад Олдесло (њем. Bad Oldesloe) град је у њемачкој савезној држави Шлезвиг-Холштајн. Једно је од 55 општинских средишта округа Штормарн. Према процјени из 2010. у граду је живјело 24.145 становника. Посједује регионалну шифру (AGS) 1062004, NUTS (DEF0F) и LOCODE (DE BOL) код.

## Географски и демографски подаци
Бад Олдесло се налази у савезној држави Шлезвиг-Холштајн у округу Штормарн. Град се налази на надморској висини од 9 метара. Површина општине износи 52,6 km². У самом граду је, према процјени из 2010. године, живјело 24.145 становника. Просјечна густина становништва износи 459 становника/km².